# Ozodicera cygniformis
Ozodicera cygniformis är en tvåvingeart som beskrevs av Alexander 1953. Ozodicera cygniformis ingår i släktet Ozodicera och familjen storharkrankar.
Artens utbredningsområde är Ecuador. Inga underarter finns listade i Catalogue of Life.